# Заварицкие
Заварицкие — русский дворянский род.
Статский Советник Никифор и подпоручик Емельян Заварицкие Пензенским Дворянским Депутатским Собранием признаны происшедшими из дворян и внесены в дворянскую родословную книгу; а 14 июля 1803 года пожалованы с потомством дипломом на дворянское достоинство и гербом, копия с которых хранится в Герольдии.
30.09.1893 сын статского советника Петр Александрович Заварицкий внесен в I ч. ДРК Рязанской губ.
- Заварицкий, Александр Николаевич (1884—1952) — советский учёный в области геологии и петрографии, академик Академии наук СССР (1939). Основоположник новой ветви науки о горных породах — петрохимии.

## Описание герба
Щит разделен па четыре части, из них в первой в голубом поле находится золотая шпага, острием вверх, и в красном поле означены горизонтально две золотых полосы. Во второй в серебряном поле чёрное орлиное крыло. В третьей в чёрном поле серебряное стропило. В четвёртой в голубом поле золотой ключ, и в красном поле две золотых полосы.
На щите дворянский коронованный шлем. Нашлемник: павлиньи перья, на середине которых изображена золотая шестиугольная звезда. Намёт на щите голубой и красный, подложенный золотом.